# So This Is Love?
«So This Is Love?» — десятый в общем и третий с альбома Fair Warning сингл хард-рок группы Van Halen, выпущенный 1 июня 1981 года на лейбле Warner Bros.

## О сингле
Это один из четырех синглов, выпущенных для альбома. Он достиг пика на # 110 в американском чарте Bubbling Under Hot 100 и #15 в Mainstream Rock Tracks.
На обложке изображена деталь из картины «Лабиринт» канадского художника Уильяма Курелека, изображающая его измученную юность.
Чак Клостерман из Vulture.com поставил её на 29-е место из 131 песен Van Halen, отметив, что она была «закреплена незатейливой басовой линией, So This Is Love? лирически сбивает с толку, поскольку стихи песни выражают романтический оптимизм, в то время как название предполагает романтическую дефляцию».

## Список композиций
7" сингл США, Португалия, Канада
| №  | Название           | Длительность |
| -- | ------------------ | ------------ |
| 1. | «So This Is Love?» | 3:06         |

| №  | Название              | Длительность |
| -- | --------------------- | ------------ |
| 1. | «Hear About It Later» | 4:33         |

Моно и Стерео сингл (США)
| №  | Название                  | Длительность |
| -- | ------------------------- | ------------ |
| 1. | «So This Is Love?» (моно) | 3:05         |

| №  | Название                    | Длительность |
| -- | --------------------------- | ------------ |
| 1. | «So This Is Love?» (стерео) | 3:05         |

## Участники записи
- Дэвид Ли Рот — вокал
- Эдди Ван Хален — электрогитара, бэк-вокал
- Майкл Энтони — бас-гитара, бэк-вокал
- Алекс Ван Хален — ударные